# シャルトルのイヴォ
シャルトルの聖イヴォ（ラテン語：Ivo Carnutensis、フランス語：Yves de Chartres、1040年頃 – 1115年12月23日）は、フランスのシャルトルの司教、教会法学者。当時の最も学識ある教会法学者で、彼の著作『教令集』(“ Decretum” )、『三部作集成』( “Collectio Tripartita” )、『教会法典集』（“Panormia”）は教会法の発展に決定的な影響を及ぼした。

## 生涯
1040年頃、フランス北部ボーヴェに生まれ、パリで学び、ノルマンディーのベック修道院でカンタベリのアンセルムスとともにランフランクスに師事した。ピカルディーのネスル聖堂の修道祭式者会員となるが、1078年、郷里の司教に呼ばれサン・カンタンの修道祭式者修道院の指導を託された。1090年、シャルトルの司教が聖職売買で罷免されると、その後任に選出、任命された。1092年、フランス王フィリップ1世の非合法的離婚と再婚に反対し、一時投獄された。
1093年から1095年にかけて、イヴォは三部作（『教令集』、『三部作集成』、『教会法典集』）を完成させた[3]。これらの法令集においてイヴォが示したのは、教権と俗権の分離・協働を唱えるなど穏健な教会改革派の立場であった。叙任権闘争に際して、イヴォは教会・聖職者の自由を守る立場に立ったものの、聖職者の職位そのものと、それに附随する土地財産とを分離し、聖職者による司教の選出と君主による叙任とを区別する彼の穏和な考えは、1122年のヴォルムス協約を導くこととなった。

## 著作
イヴォの著作としては、『教令集』、『三部作集成』、『教会法典集』のほか、291通の書簡と25の説教がある。

### 書簡
イヴォの書簡は、道徳・法律・神学上の種々雑多な問題をテーマとしている。様々な文献に依拠して書かれているが、特にイヴォ自身の著作『教令集』との関係は緊密で、書簡中に採録された法文の多くがこれに由来する。

### 『教令集』
『教令集』は17巻3,760法文からなる浩瀚な著作で、採録法文については、ヴォルムスのブルカルドゥス（en:Burchard of Worms）の『法令集』と『擬イシドルス文書』に多く依拠しているが、体系性を欠く
。

### 『三部作集成』
『三部作集成』は「A法令集」と「B法令集」に分けられる。「A法令集」は2部からなり、第1部には、クレメンス1世からウルバヌス2世までの教皇令655が編年的に採録されている。第2部には、東西の教会会議・公会議決議789とギリシア教会著述家、西方修道院規則、教父の著作からの抜粋が採録されている。「B法令集」は、イヴォの『教令集』の簡略版で、1部29題861法文からなる。

### 『教会法典集』
『教会法典集』はイヴォの『教令集』その他をもとに聖職者の日常の用に役立つようにまとめられたもので、序言と本文8巻からなり、明快な要約が付された約1,040の法文は極めて体系的に分類されている。たとえば、第1巻は信仰と洗礼・告解・聖体の秘跡、聖職者の権利と聖職者位階制について、第6巻及び7巻は婚姻について論じている。
『教会法典集』について注目すべきは、その序言において恒久普遍の必然的法文と暫定可変の偶然的法文を区別する解釈原理が提示されていることで、これはコンスタンツのベルノルドゥス（en:Bernold of Constance）が『避けられるべき被破門者について』(1091年頃)で表明した見解を発展させたものであった。
イヴォの法令集の影響がみられる法令集には、リエージュのアルゲルス（en:Alger of Liège）による『慈悲と正義』（“Liber de misericordia et iustitia”, 1106年頃）、サラゴサ（旧称：カエサル・アウグスタ）で写本が発見されたため『カエサルアウグスターナ』（“Caesar augustana”, 1115年）と呼ばれる法令集などがある。
イヴォやコンスタンツのベルノルドゥスらが追及した教会法令間の矛盾・対立の調和の手法は、ボローニャのグラティアヌスによって1140年頃編纂された『矛盾教会法令調和集』( “Concordia discordantium canonum”、『グラティアヌス教令集』とも呼ばれる)において全面的な展開をみるに至った。